# Nagô-Vodum
Nagô-Vodum - é o termo usado para designar voduns no Jeje-Maí, que na verdade são terreiros que cultuam tanto voduns como orixás.[carece de fontes?]
Luís Nicolau Parés em seu livro História e ritual da nação jeje na Bahia fala que os terreiros jeje-maís distinguem-se três fórmulas principais, que correspondem às três grandes categorias de voduns: nagô-vodum, maí e caviono.